# Jos Alberts (wielrenner, 1960)
Johan Arend Alberts (Zutphen, 24 januari 1960) was een Nederlandse wielrenner die in 1985 prof was.
Alberts begon in 1975 als Nieuweling met wielrennen en reed van 1979 tot en met 1984 als amateur voor de Amstel wielerploeg uit Amsterdam. Alberts nam deel aan de Olympische Zomerspelen 1984 in Los Angeles, met een 4e plaats op de 100 km tijdrit met Gert Jakobs, Maarten Ducrot en Erik Breukink. In 1985 reed hij als beroepsrenner voor de Skala-Gazelle-wielerploeg.

## Belangrijkste overwinningen
1981
- 3e etappe Olympia's Tour

1982
- Ronde van Overijssel

1984
- 1e etappe International Presidency Turkey Tour